# ريتشارد بيلز
ريتشارد بيلز (بالإنجليزية: Richard Beals)‏ هو رياضياتي أمريكي، ولد في 28 مايو 1938 في إيري في الولايات المتحدة.